# De Rode Galei

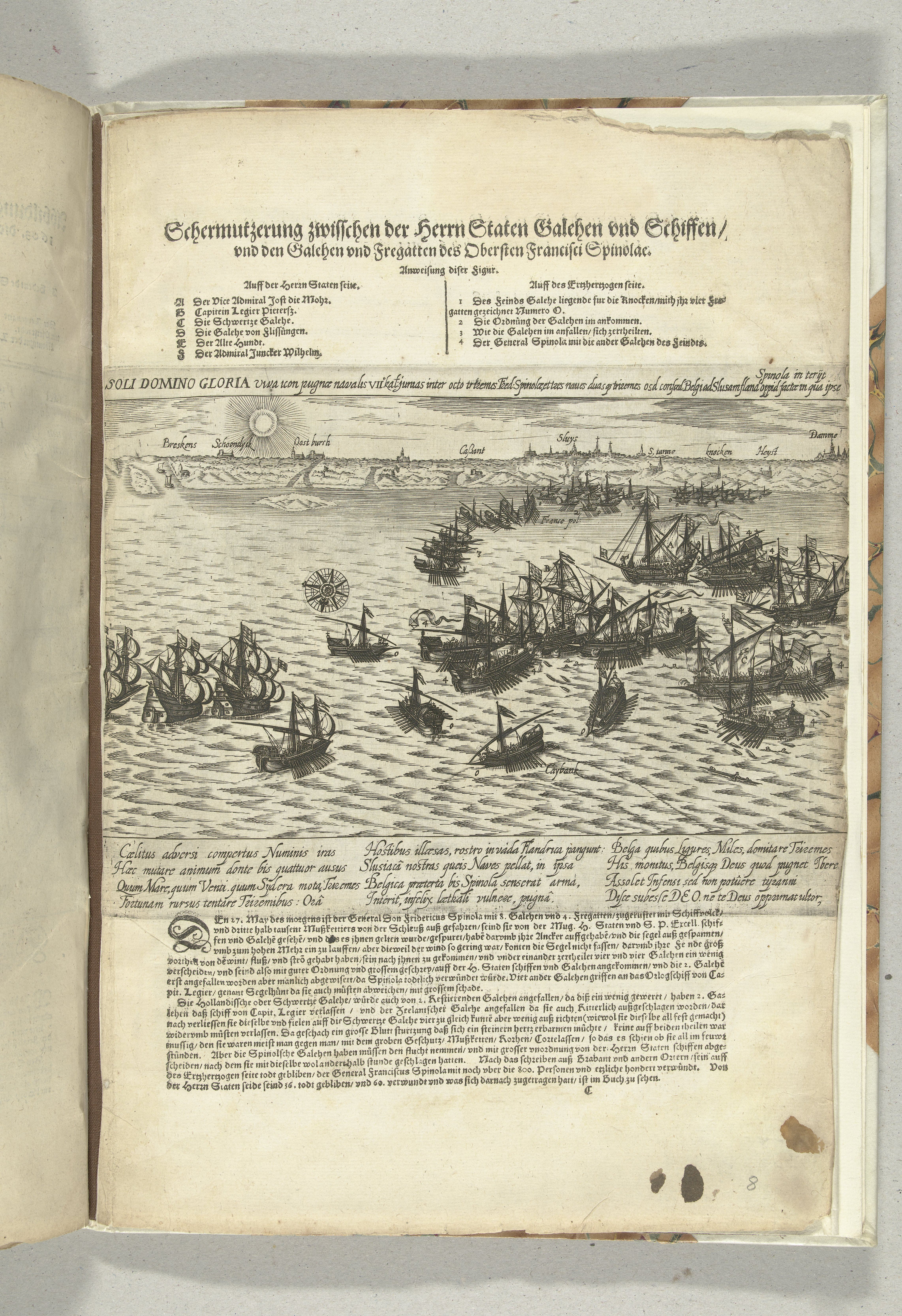
De Slag bij Sluis: C is de Zwarte Galei

De Rode Galei was waarschijnlijk de eerste galei die in Nederland werd gebouwd. In 1597 verkreeg de Vlaardingse baljuw Bartholomeus van Bueren van de Staten van Holland toestemming om een galei te laten bouwen. Dit schip diende ter verdediging van de Hollandse en Zeeuwse kusten en viel onder de Admiraliteit van Rotterdam, destijds beter bekend als de admiraliteit van de Maze. De galei werd in 1598 gebouwd op de werf van Dammes Leendertszn. Cleywerff te Vlaardingen en werd in hetzelfde jaar voltooid. Deze galeiwerf bevond zich hoogstwaarschijnlijk in de Havenstraat, waar in 2002 de resten van bebouwing zijn opgegraven die duiden op de aanwezigheid van een werf die op een kaart uit 1632 als Galeiwerf is aangegeven.
De galei had een grootte van 70 bij 16 voet (22 x 5 meter) en werd voortbewogen door 72 roeiers. Dit waren veroordeelde criminelen die als slaven werden ingezet. Zij waren ondergebracht in een gebouw op de Markt dat tegen de Grote Kerk was gebouwd. Deze mannen gingen gekleed in een grauwe pij met een teruggeslagen rode kap. Hieruit ontstond de naam "Rode Galei". Bartholomeus van Bueren werd op 17 juli 1598 door prins Maurits tot kapitein op deze galei aangesteld. Als bewapening had het schip een kanon in het midden aan de voorzijde en daarnaast op de vier hoeken lichter geschut. Het was voor zover bekend niet van een ramsteven voorzien.
Na de Rode Galei werd in Dordrecht een grotere galei gebouwd, de Zwarte Galei. Deze was dertig meter lang. De galei is als scheepstype slechts gedurende een korte periode door de Hollandse marine gebruikt en uitsluitend tijdens de Slag bij Sluis speelde dit scheepstype een rol van betekenis. Andere, wendbaarder schepen maakten de galei overbodig.